# Manuel Magalhaes
Manuel Josías Eduardo Magalhaes Medling (Inca de Oro, 14 de agosto de 1911-Copiapó, 1 de noviembre de 1996), fue un odontólogo y parlamentario chileno.

## Biografía
Fue hijo de Eduardo Eusebio Magalhaes Faull y de Katie Medling Bennet. Estudió en el Liceo de Copiapó. Posteriormente, ingresó a la Universidad de Chile donde obtuvo el título de Cirujano Dentista el 10 de junio de 1936, con la Memoria "Histopatológico del tratamiento con cal viva".
Trabajó como dentista en el Hospital de Vallenar y en la Empresa de los Ferrocarriles del Estado. Estuvo casado con Norma Chaves, con la cual tuvo un hijo Manuel Eugenio Magalhaes Chaves.

## Vida pública
Manuel Josías Magalhaes dio inicio a su participación política ingresando al Partido Radical y fue alcalde de la comuna de Vallenar por 16 años.
También fue diputado de Chile por la provincia de Atacama en 5 diferentes períodos. Asimismo, fue dirigente de los abanderados a la presidencia de Pedro Aguirre Cerda, Juan Antonio Ríos y Gabriel González Videla. Además participó en bomberos y fue miembro activo de la masonería, donde ocupó los más altos grados de la Gran Logia de Chile.
Debido a su destacado aporte a la comunidad de la provincia de Huasco, el 16 de marzo de 1967 el Hospital de Huasco fue inaugurado llevando su nombre.

## Historial electoral

### Elecciones parlamentarias de 1965
- Elecciones parlamentarias de 1965 para Senador por la Segunda Agrupación Provincial, Atacama-Coquimbo Período 1965-1973 (Fuente: Dirección del Registro Electoral, Domingo 7 de marzo de 1965)

### Elecciones parlamentarias de 1969
- Elecciones parlamentarias de 1969 - Diputados para la 3ª Agrupación Departamental (Chañaral-Huasco-Freirina-Copiapó)[1]

### Elecciones parlamentarias de 1973
- Elecciones parlamentarias de 1973 - Diputados para la 3° Agrupación Departamental (Copiapó, Chañaral, Huasco y Freirina)[2]